# Aphyle steinbachi
Aphyle steinbachi är en fjärilsart som beskrevs av Rothschild 1909. Aphyle steinbachi ingår i släktet Aphyle och familjen björnspinnare. Inga underarter finns listade i Catalogue of Life.